# Tião Maia
Sebastião Ferreira Maia, mais conhecido como Tião Maia (Passos, 1 de janeiro de 1916 — São Paulo, 5 de março de 2005) foi um empresário, proprietário rural e pecuarista brasileiro.

## Biografia
Nasceu em Minas Gerais.
Tião Maia ganhou fama ao gerir seus negócios a partir da cidade de Araçatuba, no interior paulista.[carece de fontes?]
Com primário incompleto, tornou-se conhecido pelo espírito empreendedor e o jeito caipira, que fascinavam amigos, empresários e políticos do alto escalão.[carece de fontes?]
Notabilizou-se por exposição recorrente na mídia ao lado de personalidades públicas, entre elas o ex-presidente Juscelino Kubitschek, e por não se policiar em entrevistas a jornalistas.[carece de fontes?]
Durante a ditadura militar no Brasil (1964-1985), foi perseguido pelas autoridades da época por opiniões divulgadas na imprensa, sociedade com João Goulart e acusado de abuso de preços numa época de desabastecimento de carne, partindo para a Austrália (1976) sem saber inglês, mas com alguns milhões de dólares no bolso.

### Austrália
Vendeu todos os seus bens no Brasil, incluindo os frigoríficos "TMaia" (1952) e foi para a Austrália, onde arrendou imensas propriedades para a criação extensiva de gado.[carece de fontes?]
Desenvolveu a pecuária de corte naquele país, onde novamente prosperou e foi dono de milhares de cabeças de gado e de grandes fazendas que somavam cerca de 1 milhão de hectares.
Chegou a ter mais de 170 mil cabeças de gado em suas fazendas australianas.

### Estados Unidos
Passou a ser chamado de o Barão do Gado no Brasil e nos EUA, onde investiu milhões de dólares, em especial, no mercado imobiliário em Las Vegas, onde construiu um condomínio chamado de "CopaCabana" com quase 100 casas, deposito "Fort Knox" e lojas de aluguel. A empresa, Tusa Development Inc., era administrada pelo sobrinho Aramis Maia e Julio Cesar Patti, ambos parentes e de sua cidade natal, Passos, MG.[carece de fontes?]

### Retorno ao Brasil
Foi vítima de um aneurisma no ano de 1992 e viveu recluso em um apartamento em São Paulo, no bairro de Higienópolis. Morreu aos 89 anos no Hospital Sírio Libanês.
Na época de sua morte, constavam entre seus bens 170 mil cabeças de gado, duas fazendas na Austrália: Lawn Hill, comprada à vista por US$ 3 milhões, e Julia Creek, de 140 mil hectares, um conjunto residencial em Las Vegas avaliado em US$ 30 milhões, um condomínio de apartamentos batizado de Copacabana, além de outros empreendimentos nos Estados Unidos.[carece de fontes?]
[carece de fontes?]

## Representações na mídia
O ator Lima Duarte teria se inspirado na sua personalidade folclórica e ao mesmo tempo arrojada nos negócios para compor o personagem Sinhozinho Malta, na telenovela Roque Santeiro.[carece de fontes?]